# Christopher Stone
Christopher Stone, nato come Thomas Edward Bourassa (Manchester, 4 ottobre 1940 – Los Angeles, 20 ottobre 1995), è stato un attore statunitense. Nel corso della sua carriera ha ottenuto rilevanza grazie a ruoli in film molto noti come Cujo e L'ululato e in serie TV come Los Angeles: ospedale nord e la più nota Lassie.

## Carriera
La sua carriera inizia nel 1968 in ambito televisivo: in un primo momento interpreta soltanto ruoli secondari in varie serie TV, tuttavia nel 1970 ottiene un ruolo da co-protagonista nella serie Los Angeles: ospedale nord. Contestualmente inizia a recitare sul grande schermo figurando nel cast principale del film La cavalletta. Continua dunque a lavorare in ambedue i settori, ottenendo altri ruoli di rilievo sia in produzioni televisive (I piloti di Spencer e, soprattutto, Lassie e Il tempo della nostra vita) che in film come L'ululato e Cujo: queste due partecipazioni lo rendono in particolare molto noto nell'ambito del genere horror. L'attività in Lassie gli permette di esordire come regista: Stone dirige infatti sei episodi della serie.

## Vita privata
Stone è stato sposato con la collega Dee Wallace finché non è morto nel 1995 a causa di un infarto. La coppia ha avuto una figlia, Gabrielle, anche lei attrice.

## Filmografia

### Cinema
- La cavalletta (The Grasshopper), regia di Jerry Paris (1970)
- La necrofila, regia di Jacques Lacerte (1972)
- Warhead, regia di John O'Connor (1977)
- L'ululato (The Howling), regia di Joe Dante (1981)
- The Junkman, regia di H.B. Halicki (1982)
- Cujo, regia di Lewis Teague (1983)
- The Shepherd, regia di Donald W. Thompson (1984)
- Banda senza legge (The Annihilators), regia di Charles Sellier (1985)
- La leggenda del cavallo bianco (Bialy smok), regia di  Jerzy Domaradzki e Janusz Morgenstern (1987)
- Blue Movies, regia di Ed Fitzgerald e Paul Koval (1989)
- Huck and the King of Hearts, regia di Michael Keusch (1994)

### Televisione
- Sui sentieri del West (The Outcasts) – serie TV, episodio 1x03 (1968)
- Arrivano le spose (Here Come the Brides) – serie TV, 3 episodi (1968-1969)
- F.B.I. (The F.B.I.) – serie TV, 2 episodi (1968-1972)
- Mod Squad, i ragazzi di Greer (The Mod Squad) – serie TV, 1 episodio (1969)
- Medical Center – serie TV, 1 episodio (1969)
- Los Angeles: ospedale nord (The Interns) – serie TV, 24 episodi (1970-1971)
- The Fisher Family – serie TV, 1 episodio (1971)
- Missione impossibile (Mission: Impossible) – serie TV, 1 episodio (1971)
- Love, American Style – serie TV, 1 episodio (1971)
- Marcus Welby (Marcus Welby, M.D.) – serie TV, 1 episodio (1971)
- Le strade di San Francisco (The Streets of San Francisco) – serie TV, 3 episodi (1972-1976)
- Un sogno da un milione di dollari – film TV, regia di Joseph Sargent (1972)
- Il mago (The Magician) – serie TV, 1 episodio (1973)
- Barnaby Jones – serie TV, 4 episodi (1973-1978)
- Cannon – serie TV, 1 episodio (1974)
- Arriva l'elicottero (Chopper One) – serie TV, 1 episodio (1974)
- Nakia – serie TV, 1 episodio (1974)
- Il cacciatore – serie TV, 1 episodio (1974)
- Ladies of the Corridor – film TV, regia di Robert Stevens (1975)
- Three for the Road – serie TV, 1 episodio (1975)
- Pepper Anderson - Agente speciale (Police Woman) – serie TV, 1 episodio (1975)
- Lotta per la vita (Medical Story) – serie TV, 1 episodio (1975)
- Sulle strade della California (Police Story) – serie TV, 2 episodi (1975-1976)
- I piloti di Spencer (Spencer's Pilots) – serie TV, 11 episodi (1976)
- La donna bionica (The Bionic Woman) – serie TV, 5 episodi (1976-1978)
- Hunter – serie TV, 1 episodio (1977)
- Kingston - Dossier paura (Kingston: Confidential) – serie TV, 1 episodio (1977)
- La fuga di Logan (Logan's Run) – serie TV, 1 episodio (1977)
- La famiglia Mulligan (Mulligan's Stew) – serie TV, 1 episodio (1977)
- Wonder Woman – serie TV, 1 episodio (1978)
- Due americane scatenate (The American Girls) – serie TV, 1 episodio (1978)
- The Eddie Capra Mysteries – serie TV, 1 episodio (1978)
- David Cassidy - Man Undercover – serie TV, 1 episodio (1978)
- Having Babies – serie TV, 1 episodio (1979)
- CHiPs – serie TV, 1 episodio (1979)
- Vega$ – serie TV, 1 episodio (1979)
- Eischied – serie TV, 1 episodio (1979)
- Buck Rogers (Buck Rogers in the 25th Century) – serie TV, 1 episodio (1980)
- Galactica 1980 – serie TV, 2 episodi (1980)
- Lobo – serie TV, 1 episodio (1980)
- I segreti di Midland Heights (Secrets of Midland Heights) – serie TV, 1 episodio (1981)
- Dallas – serie TV, 9 episodi (1981-1984)
- Fantasilandia (Fantasy Island) – serie TV, 2 episodi (1979-1982)
- Strike Force – serie TV, 1 episodio (1982)
- Harper Valley P.T.A. – serie TV, 1 episodio (1982)
- Professione pericolo (The Fall Guy) – serie TV, 1 episodio (1982)
- I ragazzi di padre Murphy (Father Murphy) – serie TV, 1 episodio (1982)
- Il grigio e il blu (The Blue and the Gray) – miniserie TV, 3 puntate (1983)
- Manimal – serie TV, 1 episodio (1983)
- Hazzard (The Dukes of Hazzard) – serie TV, 1 episodio (1983)
- I ragazzi del computer (The Whiz Kids) – serie TV, 1 episodio (1983)
- Matt Houston – serie TV, 1 episodio (1984)
- Airwolf – serie TV, 1 episodio (1984)
- Riptide – serie TV, 1 episodio (1984)
- Cover Up – serie TV, 1 episodio (1984)
- Mai dire sì (Remington Steele) – serie TV, 2 episodi (1984-1986)
- Simon & Simon – serie TV, 2 episodi (1984-1985)
- Code Name: Foxfire – serie TV, 1 episodio (1985)
- A-Team (The A-Team) – serie TV, 1 episodio (1985)
- T.J. Hooker – serie TV, 1 episodio (1985)
- La signora in giallo (Murder, She Wrote) – serie TV, 2 episodi (1985-1989)
- Mike Hammer investigatore privato (Mike Hammer) – serie TV, 1 episodio (1986)
- MacGyver – serie TV, 1 episodio (1986)
- Bravo Dick (Newhart) – serie TV, 1 episodio (1987)
- Il tempo della nostra vita (Days of Our Lives) – soap Opera, 75 puntate (1987-1994)
- Hunter – serie TV, 1 episodio (1989)
- Lassie – serie TV, 48 episodi (1989-1992)
- Flashback di un omicidio – film TV, regia di Arthur Allan Seidelman (1992)
- Rebel Highway – serie TV, 1 episodio (1994)
- Per amore della legge (Sweet Justice) – serie TV, 1 episodio (1994)

## Doppiatori italiani
Nelle versioni in italiano delle opere in cui ha recitato, Christopher Stone è stato doppiato da:
- Oreste Rizzini in L'ululato
- Giampaolo Saccarola in Cujo
- Luca Biagini in La signora in giallo (ep. 2x10)
- Rodolfo Bianchi in La signora in giallo (ep. 5x13)
- Gino Lana ne Il tempo della nostra vita
- Gianni Giuliano in Lassie